# Sampsa
Sampsa (auch Sampsa Pellervoinen) ist ein Vegetationsgott in der finnischen Mythologie.
Er lässt den Roggen, aber auch Kiefern, Fichten und Wacholder wachsen. Wenn sich Sampsa in den Winterschlaf begibt, können der Roggen und die Bäume nicht wachsen. Erst wenn die Sonne ihn weckt, lässt er die Saat aufgehen.
Dargestellt wird Sampsa als ein kleiner Mann mit einem Säckchen in der Hand, das Samenkörner enthält oder als Sämann.